# Lleonard I Tocco
Lleonard I Tocco   (1310 (Gregorià) - 1381 (Gregorià)), senyor de Tocco era fill de Guillem II Tocco i de Margarita Orsini, i net de Ricard I Orsini per via femenina. El 1358, a la mort del seu cosí Nicèfor II Àngel-Comnè Orsini va heretar Cefalònia i Zacint i va ser comte fins que va morir el 1381. També fou duc de Lèucade i senyor de Vonitza des del 1352. Va ser afavorit enfront del seu cosí Guido i els seus descendents, pels napolitans.Es va casar amb Magdalena Buendelmonti i al morir el 1381 va deixar una filla, Petronel·la (casada amb Nicolau II duc de l'Arxipèlag, la qual va morir el 1410) i el fill i hereu Carles I Tocco, proclamat sota la regència de la seva mare.